# Hérode Atticus
Hérode Atticus (grec ancien : Ἡρώδης ὁ Ἀττικός), de son nom romain Lucius Vibullius Hipparchus Tiberius Claudius Atticus Herodes, né à Marathon en 101, mort en 177, est un rhéteur grec célèbre pour sa fortune et pour ses actions d'évergétisme.
Il nous est principalement connu par Philostrate dans ses Vies des Sophistes (livre II), Aulu-Gelle dans ses Nuits attiques et Fronton dans sa correspondance.

## Biographie

### Famille

#### Ancêtres
Hérode Atticus naît en 101, sous le règne de Trajan. Sa famille, Céryce athénienne, est immensément riche et prétend descendre de Miltiade et Cimon, et même du héros Éaque. Depuis l'époque julio-claudienne, elle jouit également de la citoyenneté romaine.
Son grand-père, Tiberius Claudius Hipparchus, était un banquier renommé pour sa richesse, estimée à 100 millions de sesterces. Il avait été condamné au suicide et à la confiscation de ses biens par l'empereur Vespasien ; il avait néanmoins réussi à en dissimuler la plus grande partie, qui fut retrouvée par son fils, Tiberius Claudius Atticus Herodes, après l'accession de Nerva. L'empereur lui permit de conserver ce trésor. Il accrut encore la fortune familiale en épousant la riche Vibullia Alcia Agrippina. Il fut coopté au Sénat romain avec le rang d'ex-préteur par Trajan et nommé archiereus, c'est-à-dire grand-prêtre du culte impérial.

#### Descendants
De son mariage avec Appia Annia Regilla, ils ont:
- N, fils mort à sa naissance en 142;
- Appia Annia Claudia Atilia Regilla Elpinice Agrippina Atria Polla, né vers 143, morte avant son père, peut être vers 167 de la peste qui sévit cette année-là;
- Marcia Annia Claudia Alcia Athenais Gavidia Latiaris, née en 144, morte avant sa mère, donc avant 160 au plus tard;
- Lucius Claudius Herodes Vibullius Regillus, mort avant sa mère, probablement né vers 150;
- Tiberius Claudius Appius Atilius Bradua Regillus Atticus, né vers 153, consul en 185[6].

### Jeunesse
Sa jeunesse est mal connue. À une date indéterminée, il accompagne à Rome son père, nommé Consul suffect, ce qui lui permet d'apprendre le latin. De retour à Athènes, il apprend la philosophie auprès d'un platonicien, Taurus de Tyr. Aulu-Gelle, contemporain d'Hérode, rapporte les plaintes de Taurus, dont les élèves ne lisent Platon que pour apprendre l'éloquence, et non la sagesse. Il est destiné très jeune à une carrière de rhéteur. La seconde sophistique atteint alors son apogée. Atticus fait appel à Secundos d'Athènes pour enseigner l'art oratoire à son fils. Il invite également le célèbre sophiste Scopélianos à démontrer son art dans sa résidence de campagne ; le jeune Hérode parvient si bien à imiter son invité que son père lui offre la somme considérable de cinquante talents — contre quinze à l'orateur. Il étudie aussi avec Favorinus d'Arles et le critique Munatius de Tralles, qui resteront des amis proches.
En 117, Trajan meurt et Hadrien, philhellène notoire, accède au trône impérial. Hérode Atticus, âgé d'à peine dix-sept ans, est envoyé en délégation auprès du nouvel empereur, alors que celui-ci hiverne avec ses troupes en Pannonie. Intimidé, le jeune homme ne parvient pas à terminer son discours ; rouge de honte, il menace alors de se jeter dans le Danube. Il poursuit ses études jusqu'au début de la trentaine.

### Carrière publique
Hérode obtient sa première charge publique en 122 : il est agoranome, c'est-à-dire chargé de la surveillance des prix des denrées agricoles. En 126-127, il est élu archonte éponyme ; les éphèbes du gymnase et la cité lui consacrent une statue en remerciement pour ses actions de mécénat. L'année suivante, Hadrien effectue une seconde visite à Athènes. Son lieu de résidence n'est pas connu avec certitude, mais il est probable que l'Empereur ait séjourné chez les Hérodiens. À cette date, ce dernier a reçu le rang sénatorial et figure officiellement parmi les amis de l'empereur (inter amicos, titre donné aux conseillers impériaux).
Vers 131, il commence le cursus honorum romain par la charge de questeur de l'empereur. Trois ans plus tard, il devient préteur. Parallèlement, Hérode commence à se faire connaître comme orateur et comme professeur de rhétorique. Il compte notamment parmi ses élèves Marc Aurèle, le futur empereur. En 135, il est nommé corrector (inspecteur des finances impériales) des cités libres d'Asie mineure. Il en profite pour visiter à Smyrne l'orateur Polémon de Laodicée, qui déclame devant lui et reçoit en récompense la généreuse somme de 250 000 drachmes. Il se consacre particulièrement à Alexandrie de Troade, dépensant plus du double du budget approuvé par Hadrien pour la construction d'un aqueduc. Alors que l'Empereur se plaint à Atticus de ces dépenses, ce dernier répond qu'il n'y a pas lieu de s'en faire et prend en charge la différence. Au sortir de sa charge, Hérode se consacre de nouveau à la rhétorique.
En 137-138, le père d'Hérode meurt. Il laisse derrière lui un testament qui octroie à chaque citoyen athénien mâle une rente annuelle d'une mine, ce qui représente, pour 12 000 bénéficiaires, un capital de 24 millions de drachmes investies à 5 %. Hérode conteste aussitôt le testament, se fondant sur le fait qu'une donation faite par un citoyen romain à un non-citoyen doit revêtir la forme d'un fidéicommis, que l'exécuteur testamentaire a au reste le droit d'ignorer. Fort de ce point de droit, il propose un compromis : un versement unique de cinq mines en lieu et place de la rente annuelle. Les Athéniens acceptent, mais pour voir défalquer du montant promis les dettes qu'eux-mêmes et leurs ancêtres ont contractées vis-à-vis de la banque hérodienne. En définitive, très peu de citoyens bénéficient du testament de feu Atticus. Il semblerait même que, dans la foulée, Hérode annule des legs prévus par son père pour diverses liturgies (formes de mécénat public). Philostrate souligne que les Athéniens « eurent le sentiment d'avoir été spoliés de leur héritage et ne cessèrent jamais de haïr Hérode ». Un procès est même intenté à Rome contre lui. Hérode est finalement acquitté, peut-être grâce à ses liens avec Marc Aurèle, fils adoptif du nouvel empereur Antonin le Pieux.
En 139, toutefois, Hérode est choisi pour présider la commission des Grandes Panathénées, sans doute parce que les Athéniens ne pouvaient se permettre d'évincer un homme aussi riche des liturgies. À cette occasion, il fait rénover le stade panhellénique en marbre blanc, ce qui fait dire à certains citoyens que le nom est bien mérité, puisque le bâtiment a été financé avec l'argent de tous les Athéniens. Dans le même temps, il épouse Appia Annia Regilla, apparentée aux Antonins ; il en a cinq enfants, dont deux fils — Bradua et Regillus.
En 143, Hérode est nommé consul ordinaire, peut-être en remerciement pour l'éducation de Marc Aurèle. À sa sortie de charge, il assiste aux Grandes Panathénées dans son nouveau stade panhellénique. En 147, Hérode reconstruit de même le stade des jeux Pythiques ; en remerciement, la cité de Delphes consacre des statues à toute sa famille — à l'exception de son second fils Bradua, peu doué pour les lettres et pour lequel il n'a que peu de sympathie. Sa déception vis-à-vis de Bradua explique peut-être l'adoption par Hérode de trois jeunes gens, Achille, Memnon et Polydeukion. Tous trois trouvent la mort avant 150, dans des circonstances qui ne nous sont pas connues. Hérode en est violemment affecté, en particulier pour Polydeukion, son préféré, mort en 147-148.
Ses discours reçoivent un accueil enthousiaste lors des Jeux olympiques de 153 : la foule l'acclame comme un second Démosthène. Sa femme reçoit la prêtrise de Déméter Chamyne, qui lui permet d'être la seule femme mariée à pouvoir regarder les Jeux. Ravi, il finance la construction d'un aqueduc reliant l'Alphée à Olympie, ainsi que d'un nymphée. Le reste de la décennie est plus sombre : son fils aîné Regillus et sa fille Athenais meurent, suivis par sa femme Regilla, tuée par l'un de ses affranchis. Il fait bâtir en l'honneur de cette dernière l'odéon qui porte aujourd'hui son nom à Athènes, le Triopion (sanctuaire à Déméter) de la via Appia, non loin du tombeau de Cæcilia Metella. Malgré tout, la rumeur l'accuse d'avoir fait tuer sa femme. Bradua, frère de Regilla, porte plainte, mais il est acquitté. Enfin, sa dernière fille, Elpinice, meurt en 161.
Hérode meurt de la tuberculose à la fin de 177. Il a lui-même rédigé son épitaphe :

« Ci-gît Hérode de Marathon, fils d'Atticus. Sa dépouille repose dans ce tombeau, sa renommée parcourt le monde. »

L'un de ses disciples, Adrien de Tyr, est chargé de prononcer son oraison funèbre.

### Relation avec Polydeukion

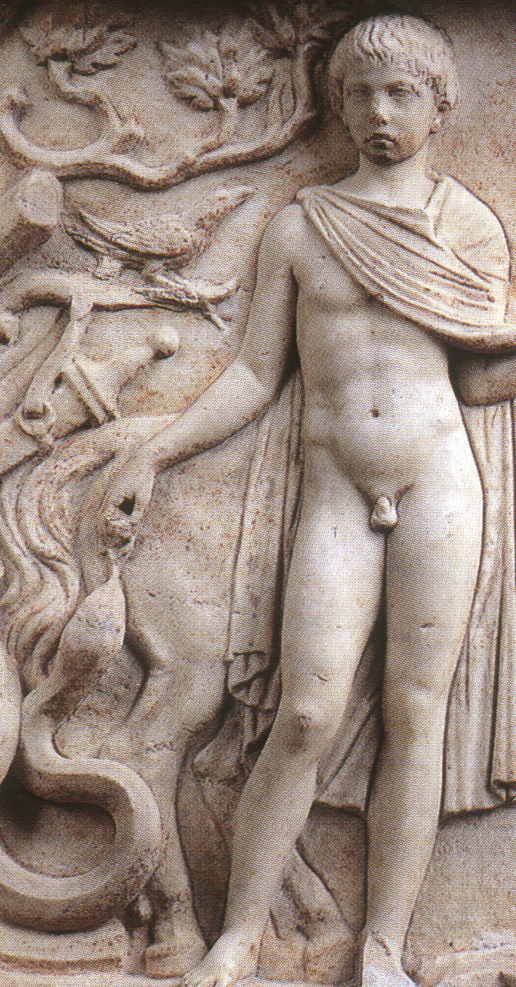
Apothéose de Polydeukion.

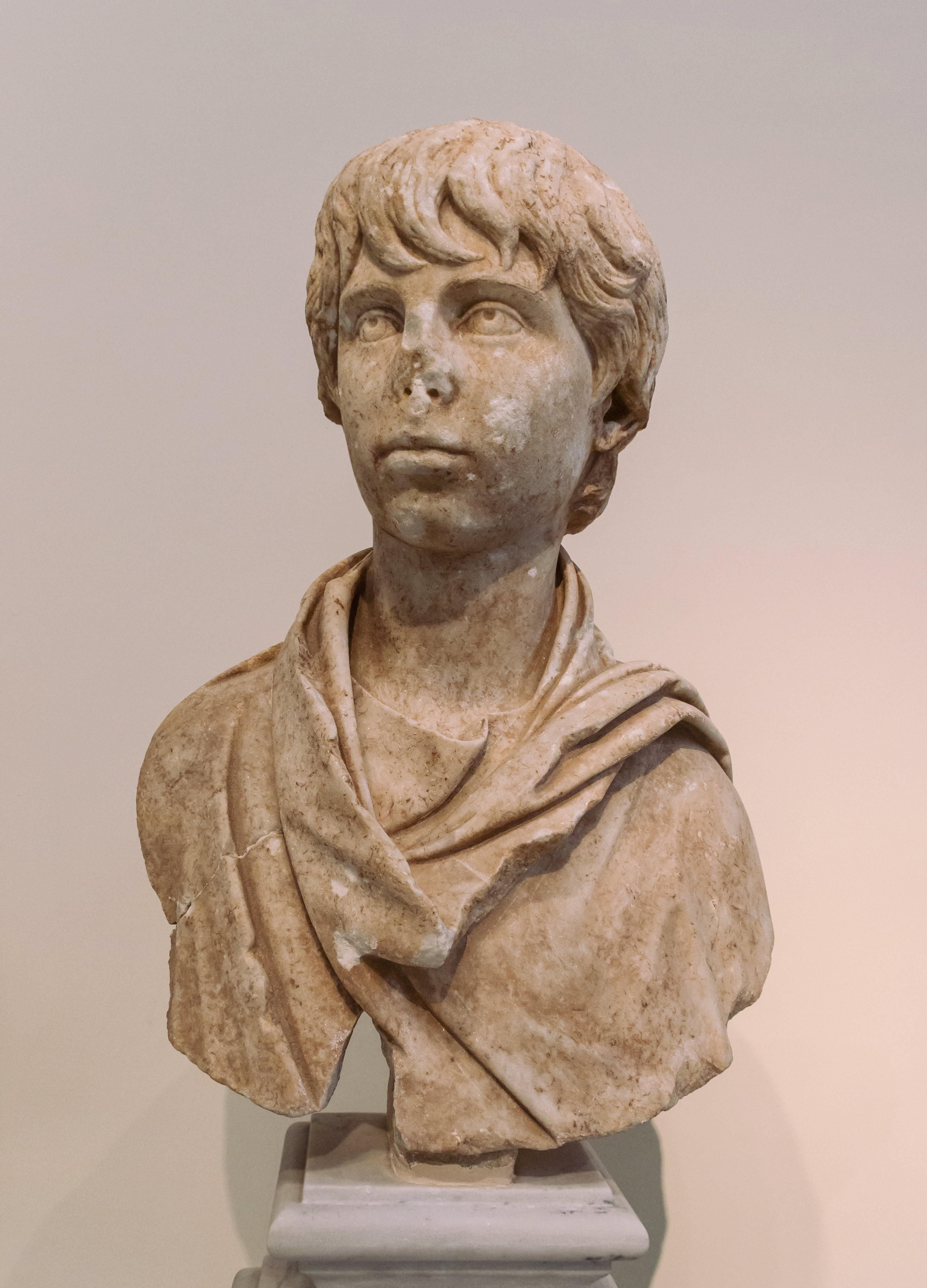
Buste de Polydeukion. Musée national archéologique d'Athènes. Inv.4811.

Hérode était connu pour ses nombreuses liaisons pédérastiques. Son amour pour son fils adoptif Polydeukion fut un objet de scandale, non pas en raison de l’âge ou du sexe du garçon, mais plutôt à cause de son intensité, considérée comme excessive et indécente. Quand l’adolescent mourut prématurément, Hérode, comme Hadrien avait fait pour Antinoüs, fit faire des statues et des monuments en son honneur.

## Orateur et pédagogue
Hérode Atticus était connu surtout pour sa façon d'apprendre l'alphabet à son fils. Il demanda au précepteur de son fils de faire défiler devant lui d'immenses panneaux de bois où étaient gravées les vingt-quatre lettres de l'alphabet portées par des esclaves.

## Œuvre architecturale
Il embellit plusieurs cités grecques dont Alexandrie de Troade et Athènes où il fait construire le stade et un Odéon adossé à l'Acropole, dont il reste de belles ruines.
Une base de statue de sa femme Regilla ayant été retrouvée dans les fouilles de la fontaine Pirène à Corinthe, on lui a généralement attribué, à la suite de Richardson (de) en 1900, des travaux d'embellissement de cette dernière ; cette hypothèse a été contestée à partir de 1965.